# Ванеса Кърби
Ванеса Джейн Кърби (на английски: Vanessa Jane Kirby) е британска актриса. Родена е на 18 април 1988 година в Уимбълдън, Лондон.
Започва актьорската си кариера на театралната сцена, а телевизионният ѝ пробив идва с ролята на принцеса Маргарет в хитовия сериал „Короната“ (2016 – 2017), за която печели международно признание.
През 2020 година получава възторжени отзиви за изпълнението си във филма „Фрагменти от живота на една жена“, който ѝ носи номинации за „Оскар“ за най-добра женска роля“, „Златен глобус“ и BAFTA.
Участвала е също в екшън поредиците „Мисията невъзможна“ и „Бързи и яростни: Хобс и Шоу“, където играе Алтея Шоу, както и в историческия филм на Ридли Скот – „Наполеон“ където влиза в ролята на Жозефин дьо Боарне.
Кърби е дъщеря на уролога сър Роджър Кърби. Майка ѝ е журналистка. Израства в Уимбълдън, югозападен Лондон, заедно с брат и сестра. Учи в Леди Елънор Холс в Ричмънд, след което пътува и временно живее в Южна Африка, преди да бъде приета в Университета в Ексетър, където изучава английска литература. От 2022 година е във връзка с бившия състезател по лакрос – Пол Рабил, като двамата обявяват, че очакват първото си дете през 2025 година.

## Избрана филмография

### Филми
- „Фрагменти от живота на една жена“ (2020) – Марта
- „Бързи и яростни: Хобс и Шоу“ (2019) – Алтея Шоу
- „Мисията невъзможна: Разпад“ (2018) – Бялата вдовица
- „Мисията невъзможна: Възмездие“ (2023) – Бялата вдовица
- „Наполеон“ (2023) – Жозефин дьо Боарне
- „Фантастичната четворка: Първи стъпки“ (2025) – Сю Сторм
- „Отмъстителите: Денят на страшния съд“ (2026) – Сю Сторм

### Телевизия
- „Короната“ (2016 – 2017) – принцеса Маргарет, графиня на Сноудън